# Petru Mocanu
Petru Mocanu (n. 1 iunie 1931, Brăila – d. 28 martie 2016, Cluj-Napoca) a fost un matematician român, membru titular al Academiei Române (din 2009).

## Viața și activitatea
A terminat Facultatea de Matematică la Universitatea Victor Babeș din Cluj Napoca în 1953. A făcut studii de aspirantură (doctorat) tot acolo în perioada  1954–1957. Și-a luat doctoratul în 1959 având conducător științific pe  acad. George Cǎlugăreanu.
A fost asistent (1953–1957), lector (1957–1962), conferențiar (1962–1970) și profesor universitar din 1970 la universitatea clujeană.
A fost profesor vizitator la  Institutul Politehnic din Conakry (Guineea, 1966-1967) și la Bowling Green State University, Ohio (USA, 1992).
În perioada 1990-1992 a fost prorector al Universității Babeș-Bolyai,  între anii 1966–1984 și 1990–2000 șeful catedrei de Teoria Funcțiilor, intre anii 1968–1976 și 1984–1987 decan al Facultății de Matematică, iar în perioada 1961–1963 și șef de catedră (prin cumul) la Institutul Pedagogic din Târgu Mureș.
A fost membru corespondent al Academiei Române din 1992, membru titular din 2009, membru al Societății de Științe Matematice din România (președinte în perioada 1996–2003), și membru al Societății Americane de Matematică (AMS).
Pe parcursul carierei universitare a predat cursul de bază de Analiză complexă și alte cursuri speciale ca Teoria geometrică a funcțiilor, Funcții univalente, Spații Hardy, Teoria măsurii, Subordonări diferențiale, Difeomorfisme în planul complex.
A fost redactor șef al revistei Mathematica (Cluj) al Academiei Române. A fost  conducător de doctorat din 1972 și are peste 30 doctoranzi care au obținut titlul de doctor. I s-a acordat titlul de Doctor Honoris Causa al universităților din Sibiu (1998) și Oradea (2000). Din 2007 este cetățean de onoare al municipiului Brăila.

## Activitatea științifică
Domeniul de cercetare: analiza complexă, teoria funcțiilor geometrice cu o variabilă complexă.
A publicat peste 180 articole științifice și 6 cărți:
1. Analiză matematică (Funcții complexe), Ed. Did. Ped., București, 1982 (cu P. Hamburg si N. Negoescu)
2. Teoria geometrică a funcțiilor univalente, Ed. Casa Cărții de Stiințe, Cluj-Napoca,1999 (cu T.Bulboacă si Gr.Sălăgean); ediția a doua 2006.
3. Differential Subordinations. Theory and Applications,Marcel Dekker, Inc., New-York-Basel, 2000 (cu S. S. Miller)
4. Funcții complexe, Ed. Univ. Oradea, 2001 (cu Gh.Oros)
5. Bevezetés az analitikus függvények geometriai elméletébe, Kolozsvár, 2003,ISBN  973-8239-91-5 (cu T.Bulboacă) in lba. maghiară.
6. Capitole speciale de analiză complexă, Presa Univ. Clujeana, 2005, ISBN 973-610-387-0 (cu G. Kohr).